# Domnolo de Le Mans
Domnolo (lat. Domnolus) fue un obispo de Le Mans desde 558 o 559 hasta su muerte el 1 de diciembre de 581; el benedictino Jean Bondonnet, en el siglo XVII, lo describe como un santo. Es conocido principalmente por su testamento (573), que figura en el Cartulario de la Abadía de Saint-Vincent de Le Mans.

## Biografía
Las principales fuentes sobre la vida y el ministerio de Domnolo son los Diez Libros de Historia de su contemporáneo Gregorio de Tours, las cartas de Gesta Aldrici, Actus y una Vita Sancti Domnoli encargada a un autor anónimo por el obispo Hadoin († 654).
No se sabe nada de su juventud: apareció por primera vez como abad de Saint Laurent de París en la década de 550. Entró en las gracias de Clotaire I al alojar a sus agentes en su palacio de la abadía en el Faubourg-Saint-Martin, rechazó el obispado de Avignon durante una peregrinación a la abadía de Saint-Martin en Tours, pero acepta Le Mans a la muerte del rey de París (558), Childeberto I, cuyas tierras acababan de ser anexadas al reino de Soissons de Clotario I. A Domnolo se le atribuyen varios milagros en su vita: habría devuelto la vista a un ciego, habría curado a un sacerdote paralítico y varios habitantes modestos de Maine o Anjou, niños o adultos. También se opone a la depredación de los grandes terratenientes vecinos, que codician las tierras episcopales.
Amigo de Germain de Paris, fundó la abadía de Saint-Vincent de Le Mans hacia el año 572 como homenaje a la abadía real de Saint-Vincent de Paris (ahora Abadía de Saint-Germain-des-Prés), fundada por Germain de París. Este gran constructor también fundó un xenodochium y varios prioratos (en particular Saint-Pavin-des-Champs) en la región de Le Mans, se suscribió al Consejo de Tours de 567 y acogió a las esposas repudiadas de Chilperic I como Audovère.
Bondonnet afirma que habría muerto de grava, a una edad desconocida. Tuvo tiempo de celebrar en su basílica a uno de sus antecesores a quien tomó como protector personal, Victeur, el 1 de septiembre de 581, en compañía del obispo de Angers Audovée.

## Testamento
El testamento del obispo (6 de marzo de 573) se conserva en el cartulario de San Vicente, haciendo numerosas donaciones para los establecimientos de los que fue fundador, a la cabeza la abadía de San Vicente. No era raro, a principios de la Edad Media, establecer un testamento mucho antes de su muerte (esto es lo que hizo Bertrand du Mans, uno de los sucesores más conocidos de Domnolo).

Al venerable clero de la iglesia Cenomannice, Domnulus el obispo. Nos convenía hacer un voto deseable sobre tu caridad, porque si tu consentimiento ha anexado el deseo de nuestro corazón y sus decretos...